# Jan Lauridsen
Jan Lyng Lauridsen (født 11. marts 1984 i Gredstedbro) var næstformand for Venstres Ungdoms landsorganisation fra juni 2005 til 14. juli 2007. 
Han bor i Kolding og studerer statskundskab ved Syddansk Universitet i Odense.